# 조지 커

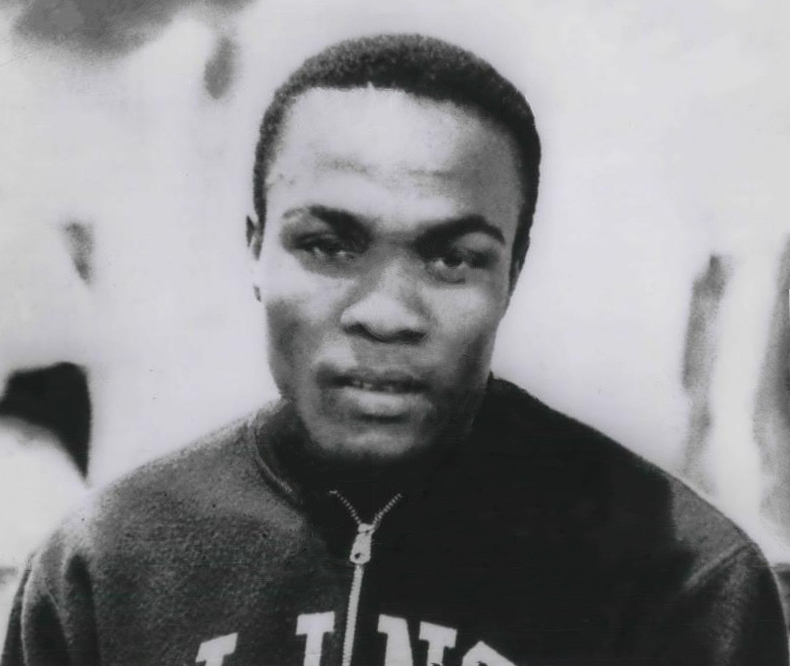

조지 커(George Kerr, 본명: 조지 에제키엘 커, George Ezekiel Kerr, 1937년 10월 16일 – 2012년 6월 15일)는 400m와 800m에 출전한 자메이카의 선수였다. 1960년 하계 올림픽에 영국 서인도 제도 국가로 출전하여 800m에서 동메달을 획득했다. 그런 다음 그는 키스 가드너, 말콤 스펜스, 제임스 웨더번과 팀을 이루어 4×400m 계주에서 동메달을 획득했다.